# Okdo-myeon
Okdo-myeon (koreanska: 옥도면)  är en socken i Sydkorea. Den ligger i kommunen Gunsan i provinsen Norra Jeolla, i den sydvästra delen av landet, 200 km söder om huvudstaden Seoul.
Okdo-myeon består av 16 bebodda och 47 obebodda öar i havet utanför staden Gunsan. De flesta öar ligger samlade i en ögrupp, men enstaka öar ligger 30-50 km från den centrala ögruppen. 